# Outlandish
Outlandish – duński zespół założony w 1997 roku, w skład którego wchodzą Isam Bachiri, Lenny Martinez i Waqas Qadri. Wychowali się w Brøndby Strand, wielokulturowym przedmieściu Kopenhagi, ale ich korzenie sięgają trzech kontynentów: Isam pochodzi z Maroka, Waqas z Pakistanu, a Lenny z Hondurasu.

## Dyskografia
| Outland's Official          | - Data: 3 maja 2000 - Wydawca: RCA, BMG               | 19 | —  | —  | —  | —  |                        |
| Bread & Barrels of Water    | - Data: 9 września 2002 - Wydawca: RCA, BMG           | 1  | 14 | 10 | 11 | 24 | - DNK: platynowa płyta |
| Closer Than Veins           | - Data: 31 października 2005 - Wydawca: RCA, Sony BMG | 3  | —  | —  | —  | —  | - DNK: platynowa płyta |
| Sound of a Rebel            | - Data: 11 maja 2009 - Wydawca: RCA, Sony Music       | 5  | —  | —  | —  | —  | - DNK: złota płyta     |
| Warrior // Worrier          | - Data: 28 maja 2012 - Wydawca: RCA, Sony Music       | 2  | —  | —  | —  | —  | - DNK: złota płyta     |
| "—" album nie był notowany. |                                                       |    |    |    |    |    |                        |